# مسييه 43

يقع مسييه 43 في الجزء الشمالي لسديم الجبار أو مسييه 42 ويفصله عنه حيز من الغبار الكوني (كما في الصورة).

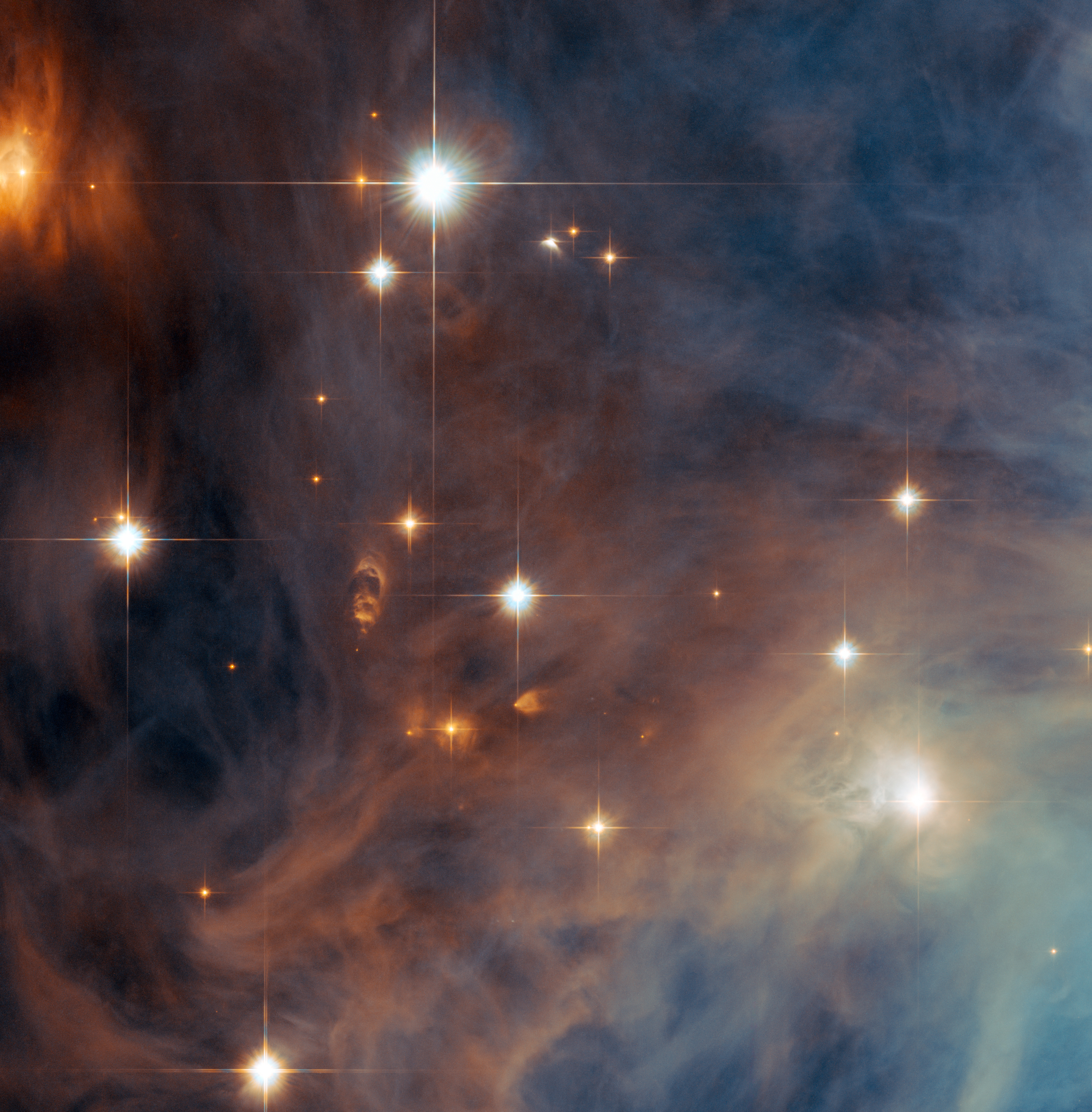
منطقة هيدروجين II في إن جي سي 1982

مسييه 43 أو م43  (بالإنجليزية:Messier 43 أو M43 أو De Mairan's Nebula, أو NGC 1982) هو سديم تنتشر به منطقة هيدروجين II . يوجد في كوكبة الجبار. اكتشفه جين جاك دي ميران قبل عام 1731. ويعتبر سديم مسييه 43 جزء من سديم الجبار ويعزله عنه منطقة غبار كوني.
يبلغ القدر الظاهري لمسييه 43 نحو 9.0+ بالمقارنة بالقدر الظاهري لسديم الجبار التي تبلغ 4.0+ يبلغ إتساع مسييه 43 نحو 20.0' × 15.0' شمال سديم الجبار الذي يصل اتساعه نحو 10 درجات، وهو يعتبر أحد أكبر السدم في السماء .
كان يُعتقد أن M43 جزء من سديم الجبار و لكن بعد تطور العلم و طرق الرصد تم فصل M43 عن سديم الجبار (M42) و اعتبار M43 كسديم جديد مميز من قبل عالم الفلك الفرنسي جان جاك دورتوس دي ميران في عام 1731.
و هناك نجم ضخم يضيء M43 و يظهر منظره الطبيعي من بين الغبار و الغاز المتراكم و بقاء إشعاعه. يطلق علماءالفلك على تلك المنطقة أسم سديم الجبار المصغر نظراً لصغر حجمه و هو النجم الوحيد الذي يشكله.
سديم الجبار نفسه أكبر بكثير و له أربعة نجوم ضخمة تضيء بسطوع شديد و تظهر تضاريس الغبار و الغاز.
ترجع التسمية NGC 1982 إلى الفهرس العام الجديد.

## إكتشافه
في الواقع أن من أكتشفه العالم جاك دورتوس دي ميران في وقت ما قبل عام 1731 و بعدها أكتشفه العالم مسييه و قام بفهرسته في 1769.

## علاقته بسديم الجبار
في الحقيقة يعتبر كلا السديمين جزءاً من الحضانة النجمية الضخمة التي تسمى مجمع السحابة الجزيئية (Orion Molecular Cloud  Complex) ، و التي تضم العديد من السدم الأخرى ، مثل سديم رأس الحصان و سديم اللهب (NGC 2024).

## اقرأ أيضا

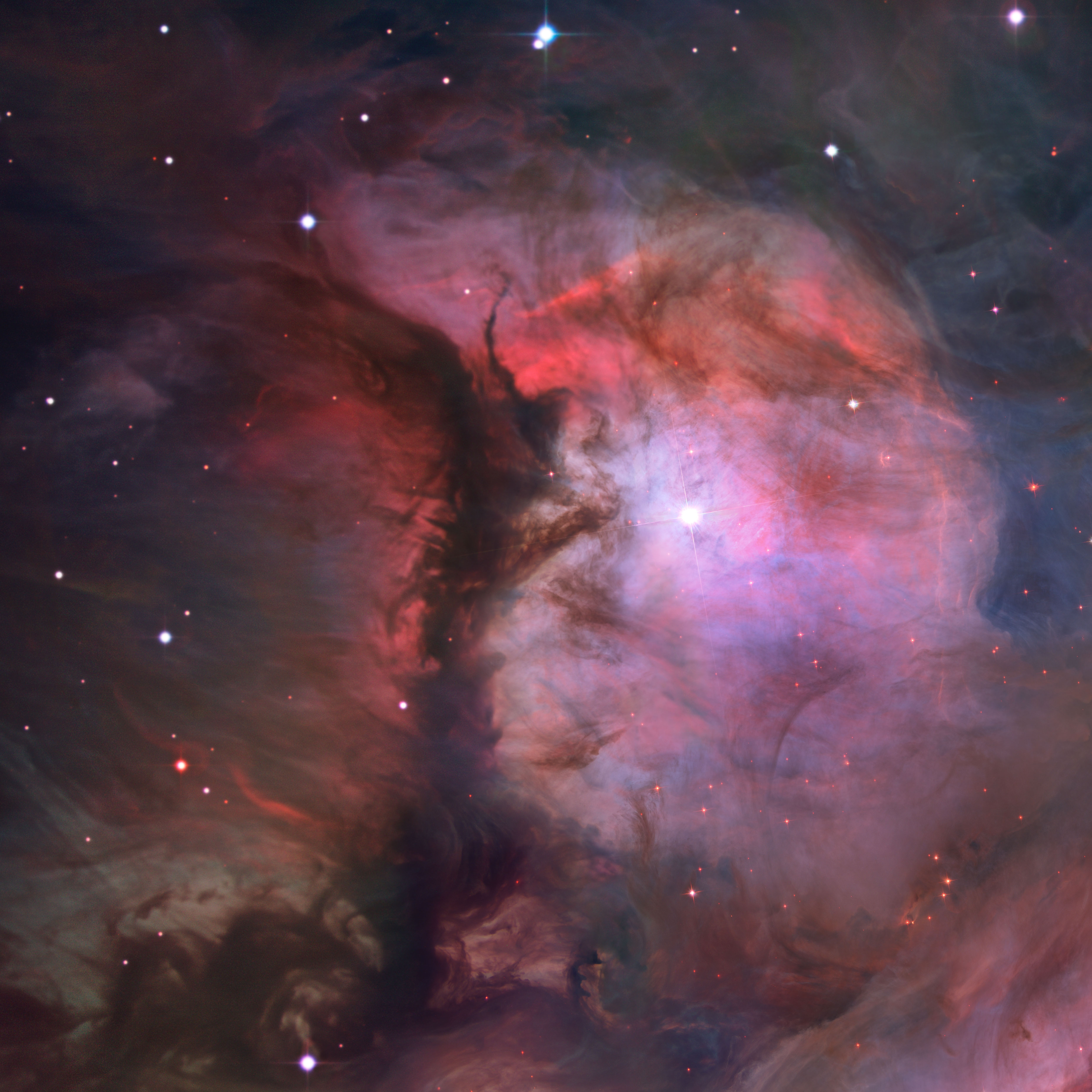
مسييه 43

- سديم الجبار
- المجرة
- نجم
- قزم أبيض
- عملاق أحمر
- الانفجار العظيم
- خط زمني للانفجار العظيم
- نجم نيوتروني
- ثقب أسود
- إن جي سي 1961

## وصلات خارجية
- The De Mairan's Nebula @ SEDS Messier pages